# 다가조역
다가조역(일본어: 多賀城駅, たがじょうえき)은 일본 미야기현 다가조시에 있는, 동일본 여객철도의 철도역이다.

## 역 구조
2면 3선 구조의 지하역이다.

### 승강장
| 1 | ■ 센세키 선(상행) | 센다이·아오바도리 방면                        |
| 2 | ■ 센세키 선(상행) | 센다이·아오바도리 방면(당역 시발 열차가 사용) |
| 3 | ■ 센세키 선(하행) | 마쓰시마카이간·다카기마치 방면                |

## 역세권 정보
- 국도 제45호선
- 도호쿠 가쿠인 대학 공학부
- 센다이 항

## 역사
- 1925년 6월 5일: 미야기 전기 철도(ja)의 전철역으로 영업 개시.
- 1944년 5월 1일: 국유화.
- 1987년 4월 1일: 민영화에 따라 동일본 여객철도의 소속이 되었다.
- 2000년 3월 11일: 센세키 선 입체화(지하화)에 따라 지하역이 되었다.
- 2003년
  - 1월 23일: 자동 개찰 도입.
  - 10월 26일: 스이카 도입.
- 2009년 11월 29일: 상행이 입체화.
- 2012년 4월 8일: 하행이 입체화.
- 2013년 11월 17일: 승강장의 입체화 사업이 완료.

## 인접역
| 동일본 여객철도 ■ 센세키 선  | 동일본 여객철도 ■ 센세키 선 | 동일본 여객철도 ■ 센세키 선 |
| ---------------------------- | --------------------------- | --------------------------- |
| 센다이 아오바도리 방면       | ■ 쾌속                      | 혼시오가마 다카기마치 방면  |
| 나카노사카에 아오바도리 방면 | ■ 보통                      | 게바 다카기마치 방면        |